# サリーン・S281
サリーン・S281は、アメリカの自動車メーカーサリーンが製造していたフォード・マスタングをベースとするコンプリートカーである。

## 概要
サリーンがサーキットで蓄えた技術をフィードバックしたチューニングカー。